# 87 Leonis
87 Leonis, som är stjärnans Flamsteed-beteckning, är en ensam stjärna, belägen i den södra delen av stjärnbilden Lejonet och har även Bayer-beteckningen e Leonis. Den har en skenbar magnitud av ca 4,77 och är svagt synlig för blotta ögat där ljusföroreningar ej förekommer. Baserat på parallax enligt Gaia Data Release 2 på ca 6,7 mas, beräknas den befinna sig på ett avstånd på ca 480 ljusår (ca 149 parsek) från solen. Den rör sig bort från solen med en heliocentrisk radialhastighet på ca 19 km/s. Stjärnans position nära ekliptikan innebär att den är föremål för ockultationer med månen.

## Egenskaper
87 Leonis är en orange till röd jättestjärna av spektralklass K3+ III Fe-0.5, vilket betyder att den har förbrukat förrådet av väte i dess kärna och utvecklats bort från huvudserien. Suffixnoten anger att den har ett svagt underskott av järn i dess atmosfär. Den har en radie som är 54 solradier och utsänder från dess fotosfär ca 641 gånger mera energi än solen vid en effektiv temperatur av ca 4 000 K.